# Den mystiske stjerne
Den mystiske stjerne (fransk originaltitel L'Étoile mystérieuse) er det tiende album i tegneserien om Tintins oplevelser. Det er skrevet og tegnet af den belgiske tegneserieskaber Hergé, og blev udgivet i mindre dele i sort-hvid i den belgiske avis Le Soir fra oktober 1941 til maj 1942.
Historien handler om den unge reporter Tintin, hans hund Terry og hans ven kaptajn Haddock, som rejser til det Arktiske Ocean på en videnskabelig ekspedition for at finde en meteorit, som er faldet ned.
Den mystiske stjerne var en kommerciel succes, da den blev udgivet i bogform af forlaget Casterman kort efter den sidste del var bragt i avisen. Hergé fortsatte historien om Tintin i Enhjørningens hemmelighed, og serien blev en af de mest berømte i den fransk-belgiske tegneserietradition. Den mystiske stjerne fik blandede anmeldelser og har været en af seriens mest kontroversielle udgivelser som følge af dets antisemittiske skildring af historiens skurk. Plottet blev brugt både i Belvisions animerede tegnefilmsudgave i 1957 og Ellipse og Nelvanas animerede serie Tintins Eventyr  fra 1991.

## Nogle franske udgaver
- 1941-1942: Les Aventures de Tintin et Milou, fortsat serie i Le Soir 20. oktober 1941 – 22. maj 1942.[1]
- 1943-1944: L'étoile mystérieuse, fortsat serie i Cœurs Vaillants nr. 23, 6. juni 1943[2] – nr. 6, 20. februar 1944.[3]
- 1942: Les aventures de Tintin – L'étoile mystérieuse, album fra Casterman. 62 tegneseriesider i farver.[4]
- 1961: Revideret album fra Casterman.[4] USA's flag ændret til et fiktivt flag.

## Danske udgaver
Føljetoner
- 1959: Den mystiske stjerne. Fortsat serie i Politiken nr. 131, mandag 9. februar 1959 – nr. 275, mandag 6. juli 1959.
- 1971-1973: Den mystiske stjerne. Fortsat serie i Århus Stiftstidende søndag 12. december 1971 – søndag 11. februar 1973.
- 1991-1992: Den mystiske stjerne. Fortsat serie i Århus Stiftstidende søndag 4. august 1991 – søndag 16. augudt 1992. Uafsluttet.

Album
- 1960: Tintins oplevelser nr. 1 (gammel standardudgave). Den mystiske stjerne. Illustrationsforlaget. Genoptryk har ISBN 87-562-0105-2.[5]
- 1989: Albumklubben Comics nr. 32. Tintin: Den mystiske stjerne. ISBN 87-7708-046-7.[6]
- 2006: Tintins oplevelser (retroudgave). Den mystiske stjerne. 2. udgave. Carlsen Comics, ISBN 978-87-626-7788-3. Fra 2. oplag, 2014, Cobolt, ISBN 978-87-7085-279-1.[7]
- 2008: Tintins oplevelser nr. 10. Den mystiske stjerne. Carlsen minicomics, ISBN 978-87-626-0539-8.[8]
- 2012: Tintins oplevelser (ny standardudgave). Den mystiske stjerne. Cobolt, ISBN 978-87-7085-463-4.[9]